# WTA Challenger Anning
Das WTA Challenger Anning (offiziell: Kunming Open) ist ein Tennisturnier der WTA Challenger Series, das in der chinesischen Stadt Anning (Kunming) ausgetragen wird.

## Siegerliste

### Einzel
| Jahr | Siegerin            | Finalgegnerin | Ergebnis       |
| ---- | ------------------- | ------------- | -------------- |
| 2018 | Irina Chromatschowa | Zheng Saisai  | 3:6, 6:4, 7:65 |
| 2019 | Zheng Saisai        | Zhang Shuai   | 6:4, 6:1       |

### Doppel
| Jahr | Siegerinnen                          | Finalgegnerinnen         | Ergebnis |
| ---- | ------------------------------------ | ------------------------ | -------- |
| 2018 | Dalila Jakupović Irina Chromatschowa | Guo Hanyu Sun Xuliu      | 6:1, 6:1 |
| 2019 | Peng Shuai Yang Zhaoxuan             | Duan Yingying Han Xinyun | 7:5, 6:2 |